# Last Chance for Love
Pour plus de détails, voir Fiche technique et Distribution.
Last Chance for Love ou La dernière chance d'Harvey au Québec (Last Chance Harvey) est une comédie romantique réalisée par Joel Hopkins, sortie en 2009.

## Synopsis
Le New-Yorkais Harvey Shine (Dustin Hoffman) compose des jingles pour la pub. Alors qu’il doit se rendre à Londres pour le mariage de sa fille, son patron lui fait comprendre qu’il est sur le point de se faire virer. Il décide alors d’écourter son séjour à Londres pour être au bureau dès le lundi matin suivant. En arrivant à Londres, sa fille lui apprend qu’elle préfère que ce soit son beau-père qui entre avec elle dans l’église. Harvey ne laisse rien transparaître de sa déception mais quitte la cérémonie très vite sans passer à la fête pour aller prendre un avion pour New Yor, qu’il ratera. Harvey est renvoyé sur le champ et noie son chagrin dans un bar de l’aéroport d’Heathrow. Dans ce bar, il croise une autre célibataire endurcie, elle aussi en pleine déprime. La très british Kate (Emma Thompson), une femme d’une cinquantaine d’années employée par l'aéroport pour réaliser des sondages, vit sous l’emprise de sa mère paranoïaque. Cette rencontre qui donne lieu à une scène d’anthologie les mènera-t-elle à changer une dernière fois leurs vies ?

## Fiche technique
- Titre : Last Chance for Love
- Titre original : Last Chance Harvey

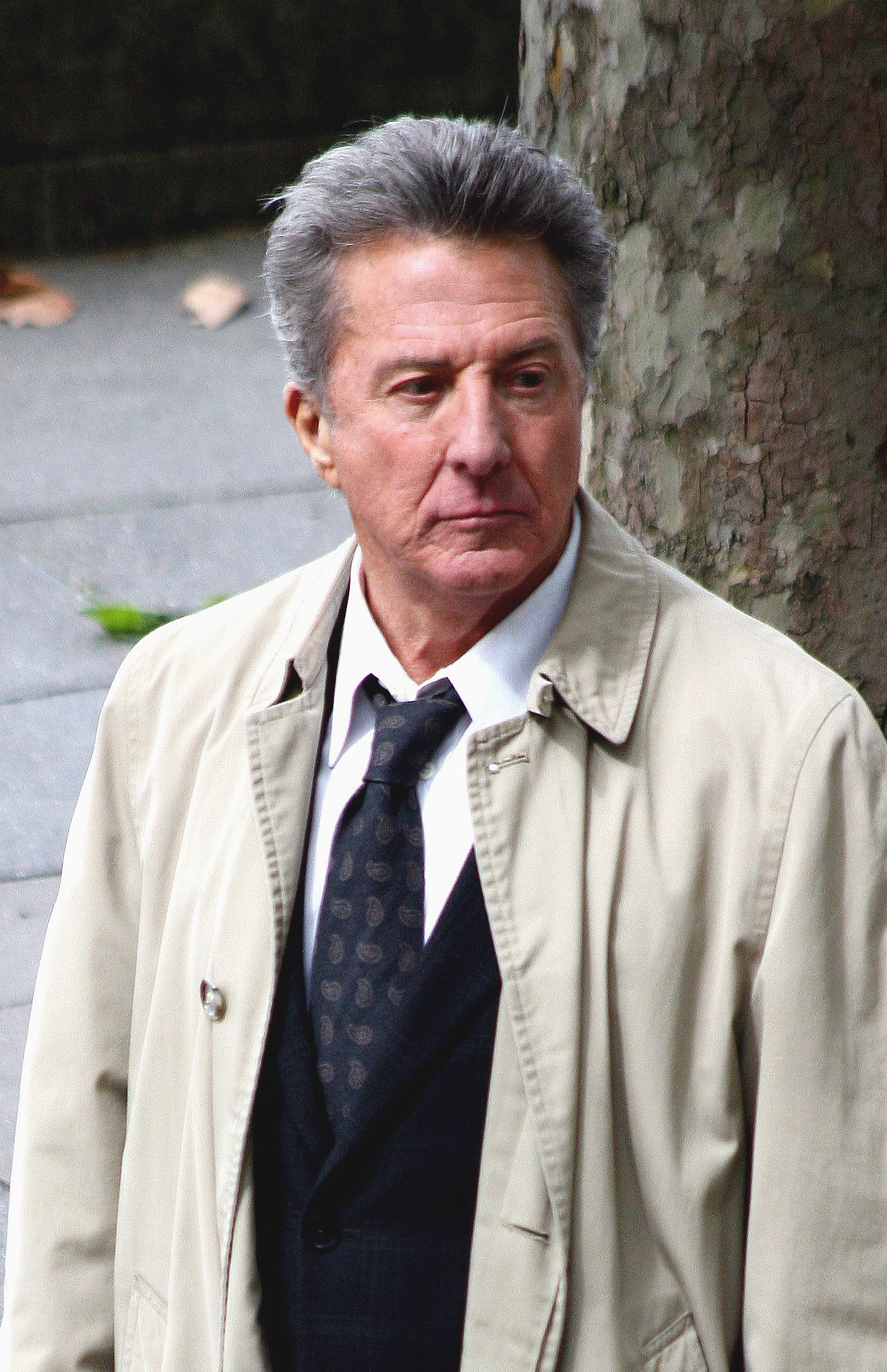
L'acteur principal Dustin Hoffman, sur le tournage du film, en mai 2008.

- Réalisation et scénario : Joel Hopkins
- Directeur de la photographie : John de Borman (en)
- Montage : Robin Sales
- Musique : Dickon Hinchliffe
- Production : Tim Perrel, Nicola Usborne
- Distribution France : La Fabrique de films
- Pays :  États-Unis
- Durée : 93 minutes
- Sortie :
 États-Unis : 16 janvier 2009
 Canada : 16 janvier 2009
 France : 4 mars 2009

## Distribution

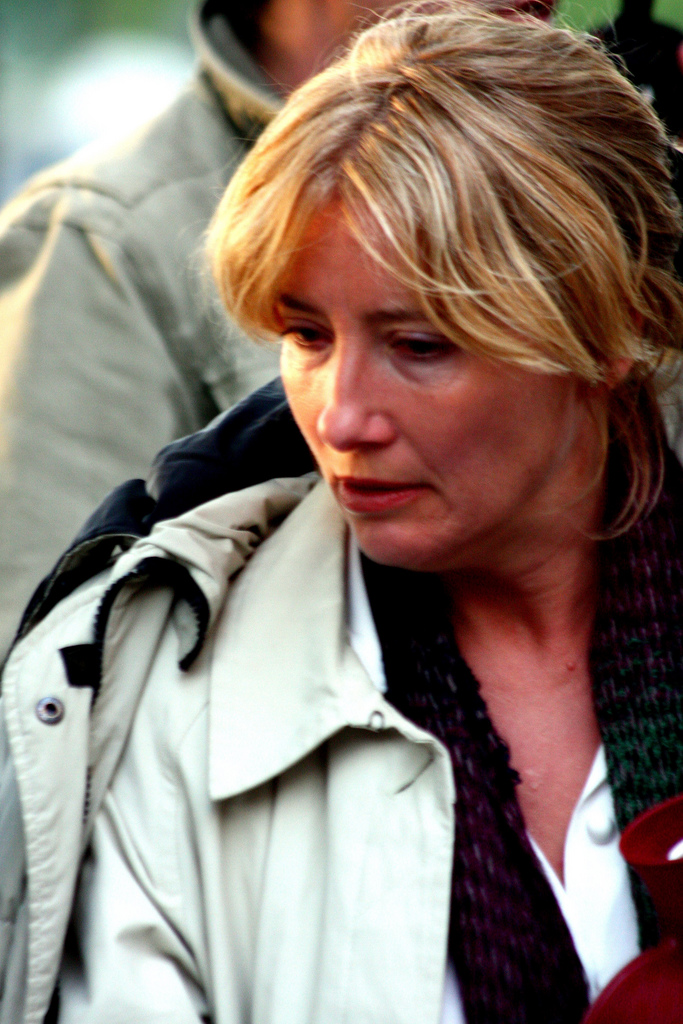
L'actrice principale Emma Thompson, également sur le tournage.

- Dustin Hoffman (VF : Gérard Rinaldi ; VQ : Guy Nadon) : Harvey Shine, compositeur de jingles de pub
- Emma Thompson (VF : Frédérique Tirmont ; VQ : Élise Bertrand) : Kate Walker
- Eileen Atkins (VF : Perrette Pradier ; VQ : Anne Caron) : Maggie Walker, la mère de Kate
- Kathy Baker (VF : Catherine Davenier ; VQ : Claudine Chatel) : Jean, l'ex-femme de Harvey
- James Brolin (VF : Pierre Dourlens ; VQ : Mario Desmarais) : Brian, le mari de Jean et beau-père de Susan
- Liane Balaban (VF : Sylvie Jacob ; VQ : Camille Cyr-Desmarais) : Susan, la fille de Harvey et de Jean
- Richard Schiff (VF : Bernard-Pierre Donnadieu ; VQ : Yves Soutière) : Marvin, le collègue de Harvey
- Bronagh Gallagher (VF : Dorothée Pousséo ; VQ : Pascale Montreuil) : Oonagh, collègue et amie de Kate
- Daniel Lapaine (VF : Damien Boisseau ; VQ : Frédéric Paquet) : Scott, le mari de Susan
- Patrick Baladi (en) (VF : Éric Missoffe ; VQ : Thiéry Dubé) : Simon, l'homme avec qui Oonagh arrange un rendez-vous pour Kate
- Adam James (en) (VF : Charles Pestel ; VQ : Tristan Harvey) : Josh Hillman
- Michael Landes (VF : Alexandre Gillet ; VQ : Paul Sarrasin) : Peter Turner
- Wendy Mae Brown : Aggie, collègue de Kate

- Version française
  - Studio de doublage : Chinkel
  - Direction artistique : Stéphane Bazin
  - Adaptation : Christian Niemiec & Ludovic Manchette.
  - Enregistrement & mixage : Frédéric Legrand
  - Montage : Alain Debarnot

## Autour du film
Dustin Hoffman et Emma Thompson, tous deux acteurs oscarisés, se retrouvent dans Last Chance for Love quelques années après s’être croisés dans L'Incroyable Destin de Harold Crick. 